# Men at Work
Men at Work (angleško za možje pri delu) je avstralska pop rock glasbena skupina, ki je nastala leta 1979 iz neimenovanega dua Colina Hayja in Rona Strykerta. Duetu sta se nato pridružila bobnar Jerry Speiser in klaviaturist Greg Sneddon; slednji je skupino kmalu zapustil, konec 1979 ga je zamenjal saksofonist, flavtist in klaviaturist Greg Ham. V tistem času je skupina dobila ime Men at Work in dopolnila zasedbo z basistom Johnom Reesom.
Men at Work so najbolj znani po svoji melodični pop rock glasbi s pridihom reggaeja ter uporabi pihal in trobil v skladbah. Njihov drugi singl »Who Can it be Now?« leta 1981 je prišel na vrh avstralske lestvice singlov, prav tako pa tudi naslednji, »Down Under«, in njihov prvi album Business as Usual. Kljub domačemu uspehu je šele šest mesecev kasneje matična založba založnika Columbia Records izdala album še v ZDA in Združenem kraljestvu. »Who Can it be Now?« je postal hit tudi v ZDA in prišel oktobra 1982 na vrh lestvice singlov, mesec kasneje pa na vrh lestvice albumov tudi Business as Usual. V začetku 1983 se je povzpel na vrh lestvic še singl »Down Under«. Situacija v Združenem kraljestvu je bila podobna. Men at Work so torej imeli singl in album hkrati na vrhu lestvic tako v ZDA kot v Združenem kraljestvu, kar do danes ni uspelo nobenemu drugemu avstralskemu glasbeniku. Tega leta so kot prvi Avstralci prejeli nagrado grammy za najboljšega novega izvajalca.
Kmalu je izšel še drugi album Cargo, ki so ga posneli že poleti 1982, a so izdajo prestavili zaradi velikega uspeha prvenca. Tudi Cargo je prišel na vrh lestvice Billboard 200 in trije singli z njega so se uvrstili na lestvice singlov v ZDA. Skupina je to leto veliko nastopala v živo po vsem svetu.
Naslednje leto so imeli člani premor po dveh letih nastopanja in promocije svojih albumov. Po koncu tega obdobja sta zaradi sporov v skupini Speiser in Rees dobila obvestilo od menedžerjev, da nista več člana Men at Work. Preostali trije člani so posneli album Two Hearts, ki se je sicer uvrstil na ameriško lestvico, a je bil daleč od uspeha prejšnjih dveh. Med produkcijo je skupino zapustil tudi Strykert. Med promocijsko turnejo je odšel še Ham, tako da je od prvotnih članov ostal le še Hay med najetimi gostujočimi glasbeniki. Turnejo so zaradi slabe prodaje vstopnic še pred koncem prekinili. V začetku leta 1986 je naposled obupal tudi Hay in skupina je prenehala obstajati.
Deset let kasneje sta Hay in Ham ponovno oživila Men at Work za turnejo po Južni Ameriki ob spremljavi kitarista Simona Hosforda iz Hayjeve druge skupine, basista Stephena Hadleyja ter bobnarja Johna Watsona. Koncertiranje so zaključili z izdajo koncertnega albuma Brazil '96. Leta 1998 je album izšel še v svetovni distribuciji z bonus singlom »The Longest Night«, prvo novo skladbo po albumu Two Hearts. Skupina je nato občasno koncertirala po različnih delih sveta z zelo spremenljivo zasedbo, med drugim na zaključni ceremoniji poletnih olimpijskih iger leta 2000 v Sydneyju. V zadnjih letih je večinoma neaktivna, čeprav sta Hay in Ham (umrl aprila 2012) občasno še nastopala kot Men at Work z gostujočimi glasbeniki. Skupina je bila ponovno deležna večje pozornosti medijev v začetku leta 2010, ko je sodišče v tožbi lastnika avtorskih pravic razsodilo, da je del melodije njihove najbolj znane skladbe »Down Under« plagiat otroške izštevanke, ki jo je napisala učiteljica Marion Sinclair leta 1934.

## Diskografija

### Studijski albumi
- 1981 Business as Usual – (RIAA: 6x platinast)
- 1983 Cargo – (RIAA: 3x platinast)
- 1985 Two Hearts – (RIAA: zlat)

### Koncertni album
- 1998 Brazil

### Video
- 1984 Live in San Francisco... Or Was It Berkeley? (VHS/BETA)

### Kompilacije
- 1987 The Works
- 1995 Putting in Overtime
- 1996 Contraband: The Best of Men at Work
- 1998 Simply The Best
- 2000 Definitive Collection
- 2000 Super Hits
- 2003 The Essential Men at Work
- 2008 Essential Deluxe: Including Bonus DVD

### Singli
- »Anyone For Tennis« (1981)
- »Crazy« (1982)
- »Down Under« (1979)
- »F-19«
- »Key Punch Operator« (1979)
- »Shintaro«
- »‘Till the Money Runs Out« (1983)

| Leto                                             | Naslov                     | Uvrstitev | Uvrstitev | Uvrstitev | Uvrstitev  | Uvrstitev | Album             |
| Leto                                             | Naslov                     | U.S. Pop  | U.S. Rock | U.S. AC   | Avstralija | VB        | Album             |
| ------------------------------------------------ | -------------------------- | --------- | --------- | --------- | ---------- | --------- | ----------------- |
| 1982                                             | »Who Can It Be Now?«       | 1         | 46        | -         | 2          | 45        | Business as Usual |
| 1982                                             | »Down Under«               | 1         | 1         | 13        | 1          | 1         | Business as Usual |
| 1983                                             | »Be Good Johnny«           | -         | 3         | -         | 8          | -         | Business as Usual |
| 1983                                             | »Underground«              | -         | 20        | -         | -          | -         | Business as Usual |
| 1983                                             | »High Wire«                | -         | 23        | -         | 89         | -         | Cargo             |
| 1983                                             | »Overkill«                 | 3         | 3         | 6         | 5          | 21        | Cargo             |
| 1983                                             | »It's a Mistake«           | 6         | 27        | 10        | 34         | 33        | Cargo             |
| 1983                                             | »Dr. Heckyll and Mr. Jive« | 28        | 12        | -         | -          | 31        | Cargo             |
| 1985                                             | »Everything I Need«        | 47        | 28        | 34        | 37         | -         | Two Hearts        |
| 1985                                             | »Maria«                    | -         | -         | -         | -          | -         | Two Hearts        |
| 1985                                             | »Man with Two Hearts«      | -         | -         | -         | -          | -         | Two Hearts        |
| »—« označuje singl, ki se ni uvrstil na lestvice |                            |           |           |           |            |           |                   |